# Iglesia de la Natividad de Nuestra Señora (Tormón)
La iglesia de la Natividad de Nuestra Señora (también, Natividad de María Santísima), es la parroquial de Tormón, municipio de la provincia de Teruel (Comunidad Autónoma de Aragón, España).
La iglesia de Tormón ya se nombra en documentos de principios del siglo XIII (1232); el templo actual, sin embargo, data de mediados del siglo XVII, pertenece a la Diócesis de Teruel y Albarracín, vicaría II, Arciprestazgo de Teruel Rural.

## Historia

### Orígenes
Documentalmente, la historia de Tormón se remonta a los años ochenta de siglo XII (1180) - antes de la conquista cristiana de la zona por Pedro II de Aragón (1210)-, en relación con su castillo y vías militares de la época musulmana.
Una temprana mención de la Iglesia de Tormón data del 30 de octubre de 1232 (Villanueva, 1804:228), en relación con la sentencia dada en Brihuega (Guadalajara) por el arzobispo de Toledo –Rodrigo Ximénez de Rada (1170-1247)-, sobre cierto conflicto existente entre el obispo de Albarracín -Domingo (1223-1234)- y su cabildo: allí se nombra a las Iglesias conquistadas con posterioridad a las constituciones del obispo Martín (1200), diciendo que en dichas iglesias (Tormón, El Cuervo, Castielfabib, Ademuz, Vallanca y Santa Cruz de Moya), al cabildo sólo le correspondería la tercera parte de los diezmos (tertiam partem decimarum), no la mitad como venían percibiendo.
A finales del siglo XIII la villa de Tormón figura adscrita a la nobleza laica del Reino, junto con Alobras, Tramacastiel, El Cuervo, Veguillas de la Sierra, Cascante del Río, Valacloche, Gea de Albarracín y Manzanera. Sin embargo, otras localidades de la zona (Villastar, Villel, Libros y Riodeva), se hallaban bajo la jurisdicción de la Orden Militar del Temple.-

### Cofradía de Santa María
Durante el señorío de don Juan Fernández de Heredia (1370) en la iglesia de Tormón se instituyó la primera cofradía de que se tiene conocimiento en la diócesis –(Sebastián de Utienes, 1618)-:

«En el nombre de Dios y de Sancta Maria, su madre e de toda la corte celestial, esta es la confradia que femos, establecemos et ordenamos todos los confrades qui somos o seremos de la confradia de la bienaventurada sancta Maria de Tormón a servicio e a honra de la qual la dicha companyia establecida e ordenada e de los sanctos que alli son edificados por todos tiempos valedera et a fialdad (fidelidad) del honorable senyor Don Joan Fernandez de Heredia, senyor del dicho lugar de Tormón, encara a honra et servicio del senyor obispo de sancta Maria de Albarrazin e el Concejo del dicho lugar de Tormón, fecha et començada en el anyo de nuestro Senyor de mill trezientos et setenta».
Las iglesias de la diócesis de Albarracín, César Tomás Laguía

La fecha de institución de la cofradía de la «bienaventurada sancta Maria de Tormon» fue el año 1370 –el documento no especifica día ni mes-, pudiendo ser al final del pontificado del obispo Juan de Barcelona (1363-1370) o al comienzo del de Iñigo de Valterra y Sánchez de Heredia (1370-1378), nombrado después arzobispo de Tarragona. Las cofradías bajo medievales eran «una mezcla de seguridad social y pompas fúnebres», establecidas para atender a los «confrades», asegurando cuidados en la enfermedad y un entierro cristiano a la hora de la muerte.
El documento institucional de la «cofradía de la bienaventurada sancta Maria de Tormon» menciona al «honorable senyor Don Joan Fernández de Heredia, senyor del dicho lugar de Tormón», personaje que por la fecha bien podría ser Juan Fernández de Heredia (ca.1310-1396), Castellán de Amposta (desde 1345) y gran maestre de la Orden de San Juan del Hospital (desde 1377), y por ende predecesor de los Condes de Fuentes, título ligado a los Fernández de Heredia a partir del siglo XVI (1508), fecha en que Fernando el Católico (1452-1516) se lo otorga a Juan Fernández de Heredia y Liori.

### Tormón entre las rentas de la catedral de Albarracín
Al finalizar el siglo XIV (1381), Tormón (la parroquial de Tormón) aparece junto a El Cuervo y otros lugares del actual Rincón de Ademuz (Ademuz, Castielfabib, Puebla de San Miguel y Vallanca) y Cuenca (Santa Cruz de Moya), cuyas rentas estaban destinadas por el cabildo de Albarracín al culto y la fábrica de la catedral: Castielfabib figura con 460 reales valencianos, seguida de Tormón (250), por debajo quedaban Ademuz (180), El Cuervo y Santa Cruz de Moya (150), Puebla de San Miguel y Vallanca (100).
En la segunda mitad del siglo XVI (1577), con motivo de la desmembración de la doble diócesis de Albarracín y Segorbe (Bula Regimini Universalis Ecclesiae de Gregorio XIII), Tormón se vio implicado en el proceso, en tanto parte del «Cuartillejo del Cuervo», junto con El Cuervo, Alobras y Tramacastiel, cuyas parroquias se disputaban las nuevas diócesis.
Durante siglos, las iglesias de Alobras y Tormón permanecieron unidas con cabecera en Tormón -aunque sus párrocos solían residir en Alobras-: la separación de Alobras y Tormón, constituyéndose ambas en parroquias independientes tuvo lugar el 22 de noviembre de 1641, siendo obispo de Albarracín don Vicente Domec (1635-1644). De este tiempo se piensa puede datar la construcción del templo actual.

### Primeras descripciones del templo
A comienzos del siglo XVII (1618) la iglesia de Tormón se describe como «de una nabada antigua con bobeda de madera, bajo el título de Nuestra Señora de los Ángeles» y retablo pintado, aunque con todos los elementos precisos en una parroquial, «sacrario de maçoneria dorado, torre, campanas, pila baptismal y sacristía con algunos ornamentos y jocalias».
La descripción de la iglesia de Tormón dada a principios del siglo XVII por Sebastián de Utienes (1618) coincide a grandes rasgos con otra de finales del mismo siglo, aunque con más capillas: una al evangelio (izquierda) dedicada a la Virgen del Rosario, «cuyo retablo es de pincel y talla dorado», otra a la epístola (derecha), dedicada a la Almas del Purgatorio, «el retablo de talla dorado y en medio el cuadro de las venditas Almas, de pincel», y otro dedicado a San Cristóbal, que «es muy antiguo y el cuadro del Santo de pincel». La descripción incluye dos hornacinas con cúpula semiesférica con imagen, una al evangelio con Nuestra Señora de los Ángeles y otra similar a la epístola, con el Niño Jesús.
Mediado el siglo XIX (1849), Madoz alude a la iglesia de Tormón, escribiendo: «igl., parr. (la Natividad de Ma-/ria Santisima) servida por un cura de entrada y de provi-/sion ordinaria»; en el mismo párrafo alude a «una ermita á poca dist., del pueblo, y un cementerio bien sit.», refiriéndose a la Ermita de San Cristóbal) y al cementerio ubicado en sus inmediaciones.
Durante la Revolución Española de 1936 el templo de Tormón se vio afectado en su contenido ornamental y mueble: «[...] cuando la guerra la desmantelaron y ya no se recuperó... [...] es lo que siempre he oído contar. Que sacaron todo lo que había, las imágenes de los santos y demás y le pegaron fuego en un rellano que hay frente a la Fuente, donde el lavadero. Dicen si fue la propia gente de aquí, y otros que vinieron de fuera...». El testimonio vecinal se halla refrendado documentalmente, pues ciertamente hubo «Profanación de la Iglesia Parroquial y destrucción de/ sus imágenes”. El hecho tuvo lugar el 30 de agosto, y fue “Obedeciendo a una orden di-/manante del Cuartel General/ de fuerzas rojas, instalado/ en Torrebaja (Valencia), [...] en cuyo hecho/ viéronse obligados a participar/ casi la totalidad de los vecinos».

## Ubicación y descripción del templo actual
El templo parroquial de Tormón data de mediados del siglo XVII, se halla en la calle Iglesia, en el extremo septentrional del pueblo, circundado por la calle de la Fuente, la calle del Río y construcciones particulares anexas por el muro del evangelio:

«De medianas proporciones, su planta es alargada, orientada de norte (cabecera) a sur (pies), con una torre cuadrangular de tres cuerpos situada a los pies, lado del evangelio, con el primer cuerpo integrado en la fábrica. Entre el primer y segundo cuerpo de torre hay una cornisilla de ladrillo y piedra. El segundo cuerpo -correspondiente al piso de campanas-, luce un reloj bajo el vano del bronce que mira al sur, y estructuras boladas de adorno labradas en las esquinas, de aspecto deteriorado. [...] La torre-campanario se culmina con un tercer cuerpo de planta octogonal labrado en sillares de tosca a modo de chapitel, con la cobertura basada en teja vidriada (amarilla, azul, blanca, verde), todo ello coronado por una imponente veleta con cruz de forja».
Tormón, pueblo de Teruel, Alfredo Sánchez Garzón

Posee un porche cubierto a la entrada, los muros son de mampostería ordinaria tomada con argamasa de cal, sillares en las esquinas y cobertura a cuatro aguas. El alero es sencillo, formado con tejas y ladrillos, con altas ventanas laterales para la iluminación natural del interior, completada por otra a los pies abierta sobre el alto coro.
Posee un atrio interior (bajo el alto coro) con grandes portones al frente y otros menores a los lados, distribuyéndose su espacio en tres naves, una central cubierta con bóveda de cañón con lunetos y dos laterales, con bóveda de arista. El piso es de ladrillos de barro cocido original con separaciones rectangulares de madera, correspondientes a antiguos enterramientos.
La primera capilla de los pies (lado de la epístola) corresponde a la «Capilla del Bautismo», la simétrica del lado contrario (evangelio) corresponde al acceso al coro y torre-campanario. Las capillas laterales poseen altares adosados de obra y hornacinas labradas en los muros con imágenes. 
El presbiterio se halla al fondo, con altar exento, un escalón elevado sobre el piso del templo, carece de retablo: en su lugar hay una gran Crucifijo, con el sagrario a los pies, sobre ménsula. A la epístola del espacio presbiteral se halla la sacristía y al evangelio la capilla de la Comunión.
Desde el alto coro puede observarse una espléndida vista de la nave central y el presbiterio, «apreciándose el detalle de la sólida estructura de la cornisa en la parte alta de las recias columnas que separan la nave de las capillas laterales»:

«El piso de campanas se halla en el segundo cuerpo de la torre -que posee cuatro vanos-: el del norte está totalmente tapiado, mientras que mira al tormo del Castillo sólo parcialmente. En el que mira al este se halla la campana mayor, propiamente denominada “La Mayor”, cuyo diámetro de boca es de 350 mm, alcanzando un peso de 356 kg aproximadamente. De fundidor desconocido, el bronce fue vaciado en 1853, siendo su estado de conservación malo [...] En el vano que mira al sur hay otra campana menor, que responde al nombre de “San Rafael”, propiamente denominada “La Pequeña”, cuyo diámetro de boca es de 650 mm, alcanzando un peso aproximado de 159 kg. Fue fundida por Pedro Palacios (Puebla de Valbona), en 1880. El bronce se halla en grave peligro de rotura, por haberse instalado un yugo metálico en sustitución del de madera que tenía».
Tormón, pueblo de Teruel, Alfredo Sánchez Garzón

La campana «Mayor» (1853) posee una rotura en T en el punto de golpe del badajo, por causa del haberle cambiado el yugo de madera que tenía por el actual de hierro. Asimismo, la denominada «Pequeña» (1880) corre grave riesgo de rotura, por la misma razón, además de por tener un badajo demasiado grande, inadecuado para su tamaño.
En general, el estado del templo es bueno, aunque posee algunos daños en los muros laterales, grietas en el testero, muro lateral (epístola) y muro de los pies, bajo el alero; así como humedades en la base el muro del evangelio y varias goteras que afectan a distintos puntos de la cúpula. Las estructuras boladas de la cornisa del segundo cuerpo de torre requiere también de mantenimiento.